# Альбінізм
Альбіні́зм (від лат. albus — білий) — уроджена відсутність пігменту шкіри, волосяного покриву, пір'я, райдужки ока у тварин. Наприклад, у бджіл альбінізм характеризується відсутністю пігменту в очах (білоокі трутні).

## Альбінізм у людини

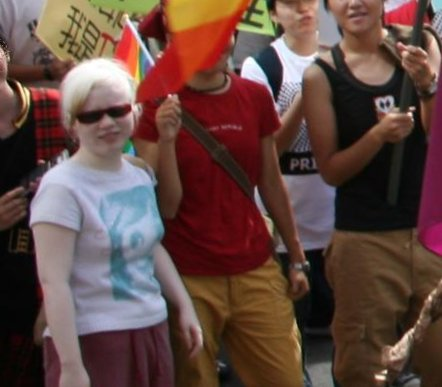
Жінка-альбінос з Тайваню

Вроджена хвороба, що характеризується відсутністю пігменту в шкірі та її придатках, у райдужній та пігментній оболонках очей. В основі захворювання лежить нездатність меланоцитів утворювати меланін, що зумовлено інактивацією тирозинази. Альбінізм відомий з давніх часів, був описаний в Давній Греції та Римі. Також у Греків зустрічалося неповне відхилення (з латинського «partim» — частковий) Пігменту у такому організмі недостатньо для повноцінного існування, та злиття зі своїм типом. Багато вчених й до сьогодні відносять такі аномалії до причини алельних генів: різно барвний колір очей, зміна кольору нігтів, волосся, очей і т. д. У результаті волосся набуває білого кольору, а шкіра й очі — рожевуватого відтінку, і мають підвищену чутливість до ультрафіолетового випромінювання. Зір часто буває ослабленим.

## Частотність появи осіб з альбінізмом
Альбінізм може спостерігатися тільки у тих осіб, обоє батьків яких мають відповідний ген, при цьому ймовірність народження дитини-альбіноса при кожній вагітності складає 25 %.
Частотність появи осіб з альбінізмом варіюється залежно від регіону:
- У Європі та Північній Америці вона становить від 1 на 17 000 до 1 на 20 000 дітонароджень. У деяких частинах Тихого океану цей показник дорівнює 1 на 700.
- Серед деяких корінних народів Південної Америки — від 1 на 70 до 1 на 125.
- У країнах Африки на південь від Сахари відзначається частотність від 1 на 5 000 до 1 на 15 000, причому для окремих груп населення — від 1 на 1 000 до 1 на 1 500.

Важливим є те, що деякими дослідженнями про частотності альбінізму часто не вистачає об'єктивності в їх методології або ж вони є неповними, зводячи в більшості випадків ці оцінки до оптимальних припущень.

## Причина хвороби
Вважається, що причиною захворювання є відсутність (або блокада) ферменту тирозинази, необхідної для нормального синтезу меланіну (від грец. μελανος — «чорний») — особливої речовини, від якої залежить забарвлення тканин. Отже, білий колір альбіносів — не забарвлення, а його відсутність.

## Види альбінізму
Виділяють тотальний, неповний і частковий альбінізм.

### Тотальний альбінізм

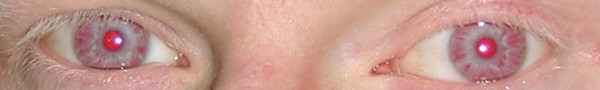
Очі людини, хворої на тотальний альбінізм (OCA1)

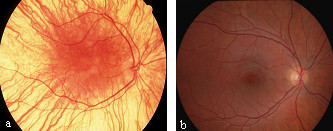
Очне дно у людини з тотальним альбінізмом (а) і у здорової людини (б)

Успадковується аутосомно-рецесивно із середньою частотою 1: 10 000-20 000. Припускають, що носії мутантного гена становлять 1,5 % усього населення світу. Депігментація шкіри та придатків спостерігається з народження, супроводжується сухістю шкіри, порушенням потовиділення, іноді гіпо-, або гіпертрихозом, особливо на відкритих ділянках. У хворих легко виникають сонячні опіки, актенічний хейліт. Вони схильні до розвитку кератиту, телеангієктазій. Характерними є горизонтальний ністагм і виражена світлобоязнь. Часто спостерігається косоокість, зниження гостроти зору в результаті порушень рефракції, катаракти, можлива мікрофтальмія. Нерідко спостерігається безпліддя, імунодефіцит (звідси періодичні інфекційні захворювання), вади розвитку, скорочення тривалості життя, олігофренія.

### Неповний альбінізм (альбіноідизм)
На відміну від попередньої форми, успадковується аутосомно-домінантно, у деяких випадках — рецесивно. Спостерігається зниження активності тирозинази, але не блокада її синтезу. Також характерною є гіпопігментація шкіри, волосся, райдужної оболонки, іноді фотофобія (несприйняття світла). Інших дефектів та аномалій немає.

### Частковий альбінізм (піебалдизм)
Успадковується аутосомно-домінантно. Прояви виявляються при народженні. Характеризується появою ділянок ахромії на шкірі живота, нижніх кінцівок, пасмами сивого волосся. Депігментовані плями неправильної форми з різкими межами, на їх поверхні є дрібні темно-коричневі плями. Навколо ахромічних плям шкіра може бути пігментованою. Ураження інших органів, як правило, не буває. Частковий альбінізм є одним із проявів синдромів Чедіака-Хігасі, Клейна-Варденбурга, Тітце, Менде, Херманскі-Пудлака, Крос-МакКюзіка-Бріна.

### Альбінізм очей
1. Нетлшіпа-Фолз. Симптоми: депігментація очного дна з виступаючими судинами, ністагм, фотофобія, зниження гостроти зору, тремор голови, нормальна пігментація шкіри, мозаїчна картина депігментації очного дна в гетерозиготних носіях, макромеланосоми при електронній мікроскопії.
2. Форсіуса-Еріксона (хвороба Аландських островів). Симптоми: депігментація очного дна, гіпоплазія зорової ямки, виражене зниження зору, ністагм, міопія, астигматизм, колірна сліпота, макромеланосоми при електронній мікроскопії відсутні.
3. Тип 3. Симптоми: порушення зору, просвічення райдужної оболонки, вроджений ністагм, фотофобія, депігментоване очне дно, гіперплазія зорової ямки, косоокість.

### Шкірно-очний альбінізм (ксантизм)
1. Тірозіназа-негативний (жовтий альбінізм): дитина народжується блідою, потім поступово з'являється жовта пігментація шкіри і волосся, виражена очна патологія.
2. Тирозинази-позитивний: альбінізм, ністагм, зниження зору.
3. TYRP1 (мутація гена тірозіназазавісімого білка 1; ймовірно, алельних 2 типу): Неповний альбінізм, ністагм, присутній пігмент в сітківці, косоокість.
4. Неповний (альбіноідізм): недостатня пігментація шкіри, волосся, точкові ділянки депігментації очного дна і райдужок, відсутність ністагму, фотофобія і порушення зору.
5. З мінімальною пігментацією: відсутність пігментації шкіри та волосся при народженні, блакитні райдужні оболонки; пігментація відбувається протягом першого десятиліття життя.
6. Рудий тип (мутація гена TYRP1): спостерігають в афропоїдів, характерне мідно-червоне забарвлення волосся і шкіри.

### Лікування альбінізму
Ефективних методів лікування немає. Рекомендовано застосовувати фотозахисні засоби, декоративну косметику. Для додання шкірі жовтуватого відтінку при тотальному і неповному альбінізмі рекомендують призначати бета-каротин (90-180 мг на добу). Слід рекомендувати хворому уникати сонячних опромінень і застосовувати світлозахисні засоби при виході на вулицю. З метою профілактики передачі аномалії у спадщину необхідні медико-генетичні консультації.

## Міжнародний день поширення інформації про альбінізм
13 червня в світі відзначається Міжнародний день поширення інформації про альбінізм (англ. International Albinism Awareness Day), встановлений резолюцією Генеральної Асамблеї ООН (A / RES / 69/170) від 18 грудня 2014 року  [Архівовано 12 вересня 2017 у Wayback Machine.]

## Альбінізм у тварин
- Альбінізм у звірів та птахів (англійською мовою) [Архівовано 25 лютого 2007 у Wayback Machine.]
- Жаби-альбіноси (англійською мовою) [Архівовано 10 березня 2007 у Wayback Machine.]
- Альбінізм у риби Barbus tetrazona (англійською мовою)
- Альбінізм у Corydorus paleatus, риби-кота (англійською мовою) [Архівовано 12 березня 2007 у Wayback Machine.]
- Альбінізм у білок (англійською мовою) [Архівовано 23 травня 2011 у Wayback Machine.]

### Галерея

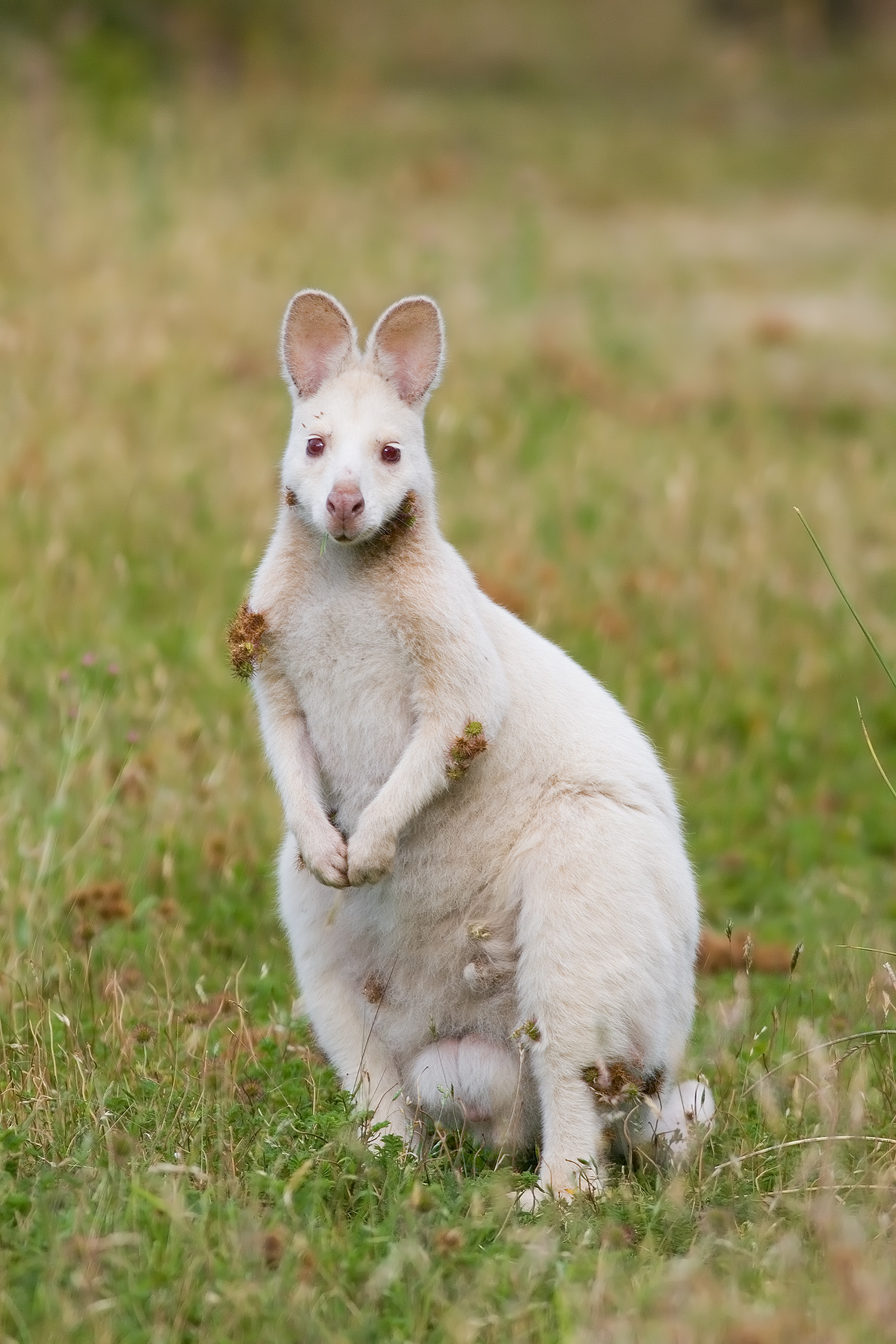
Macropus rufogriseus
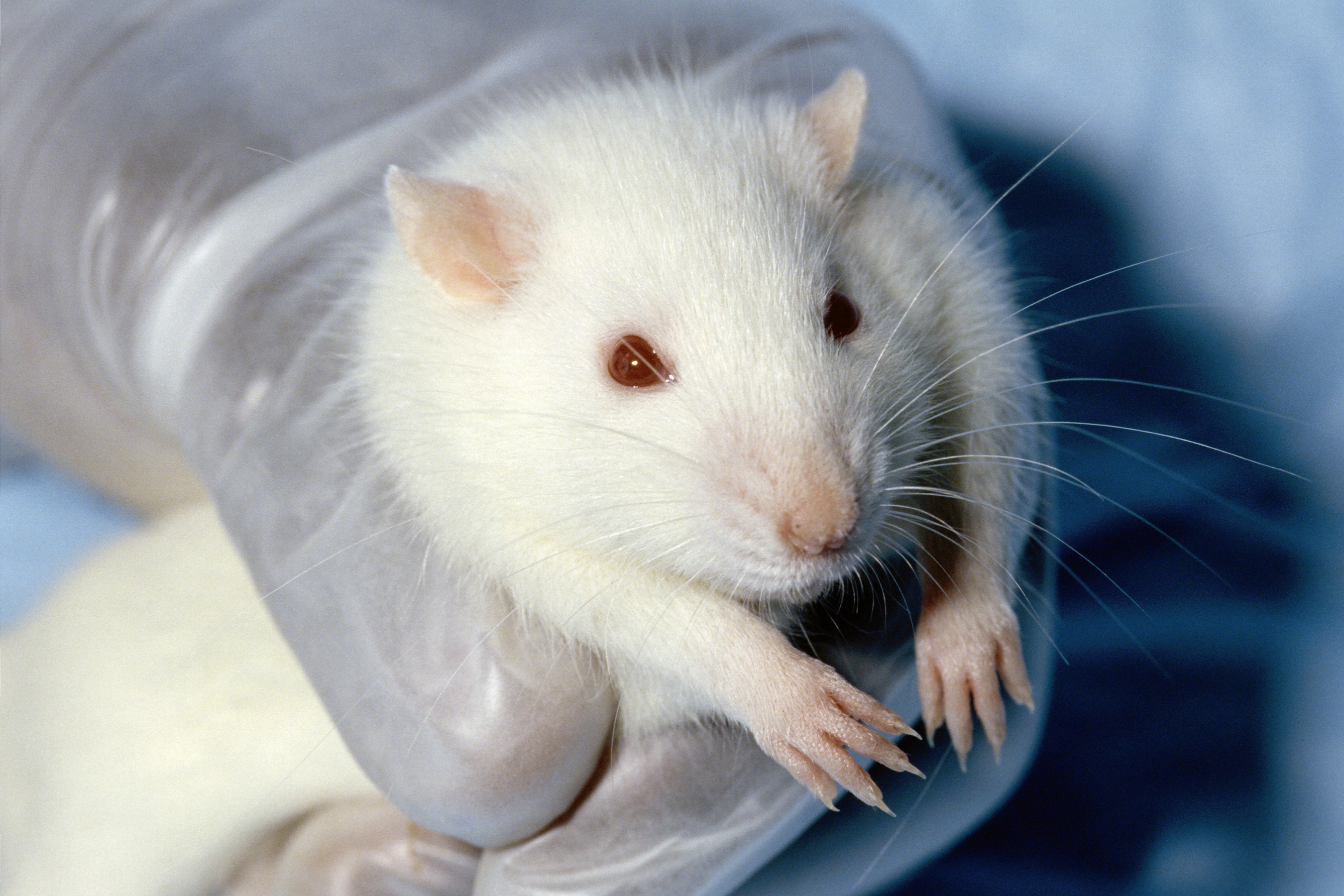
Rattus norvegicus
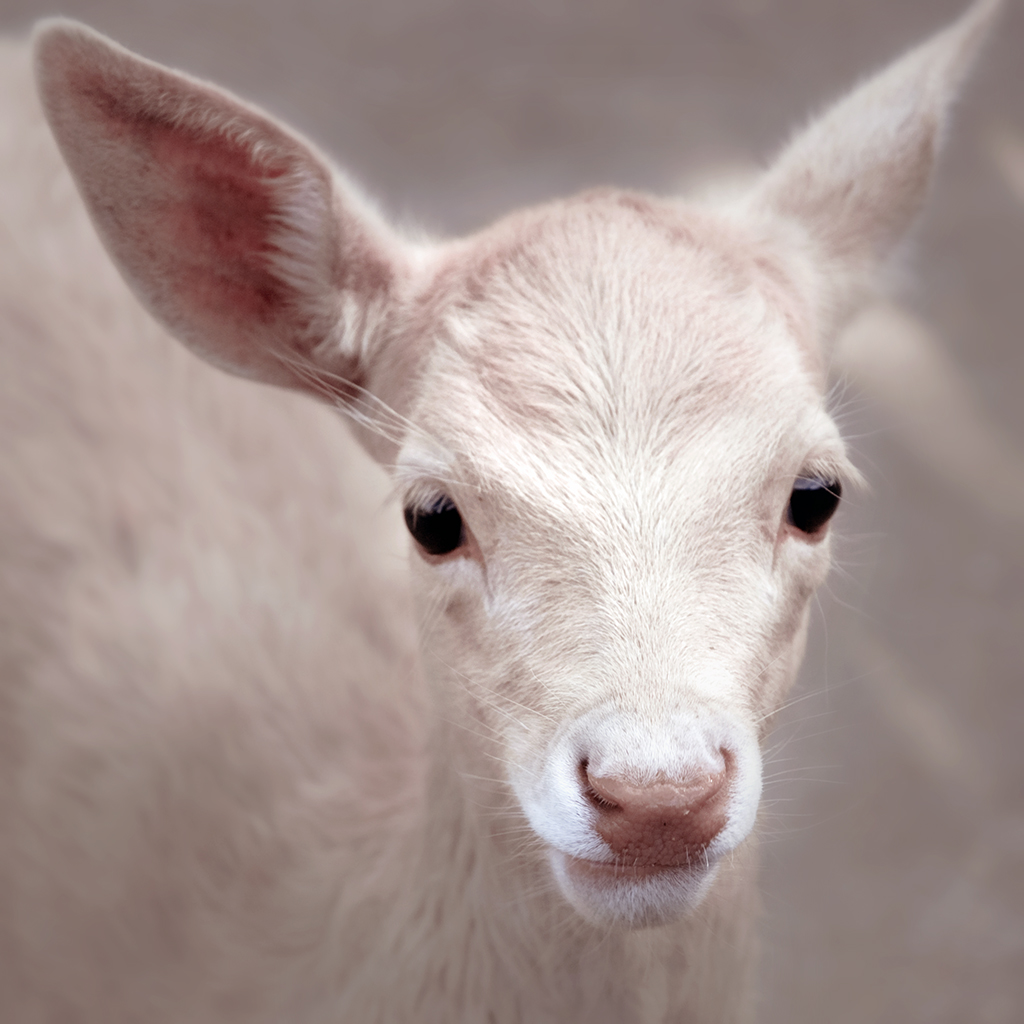
Cervidae
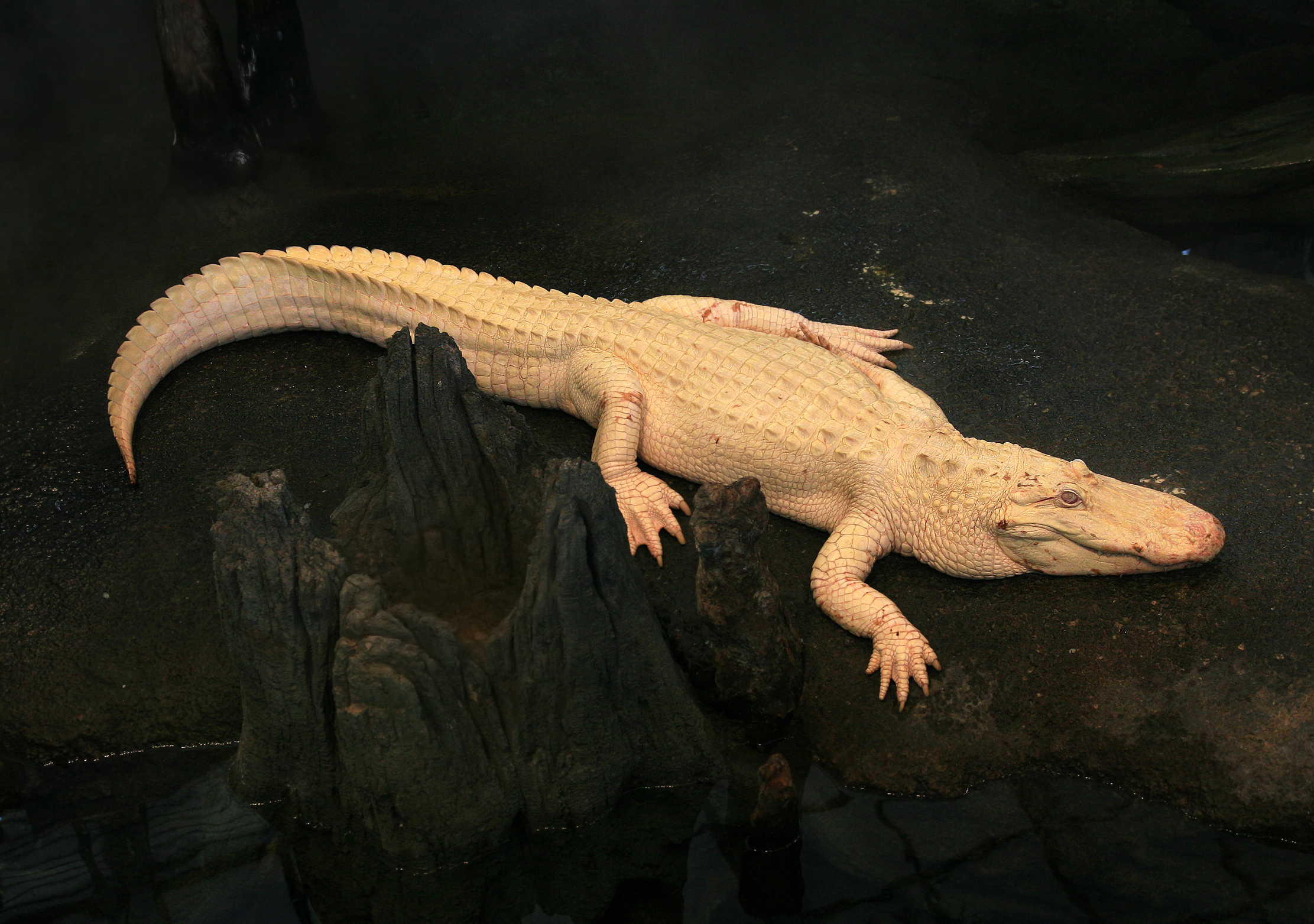
Alligator mississippiensis
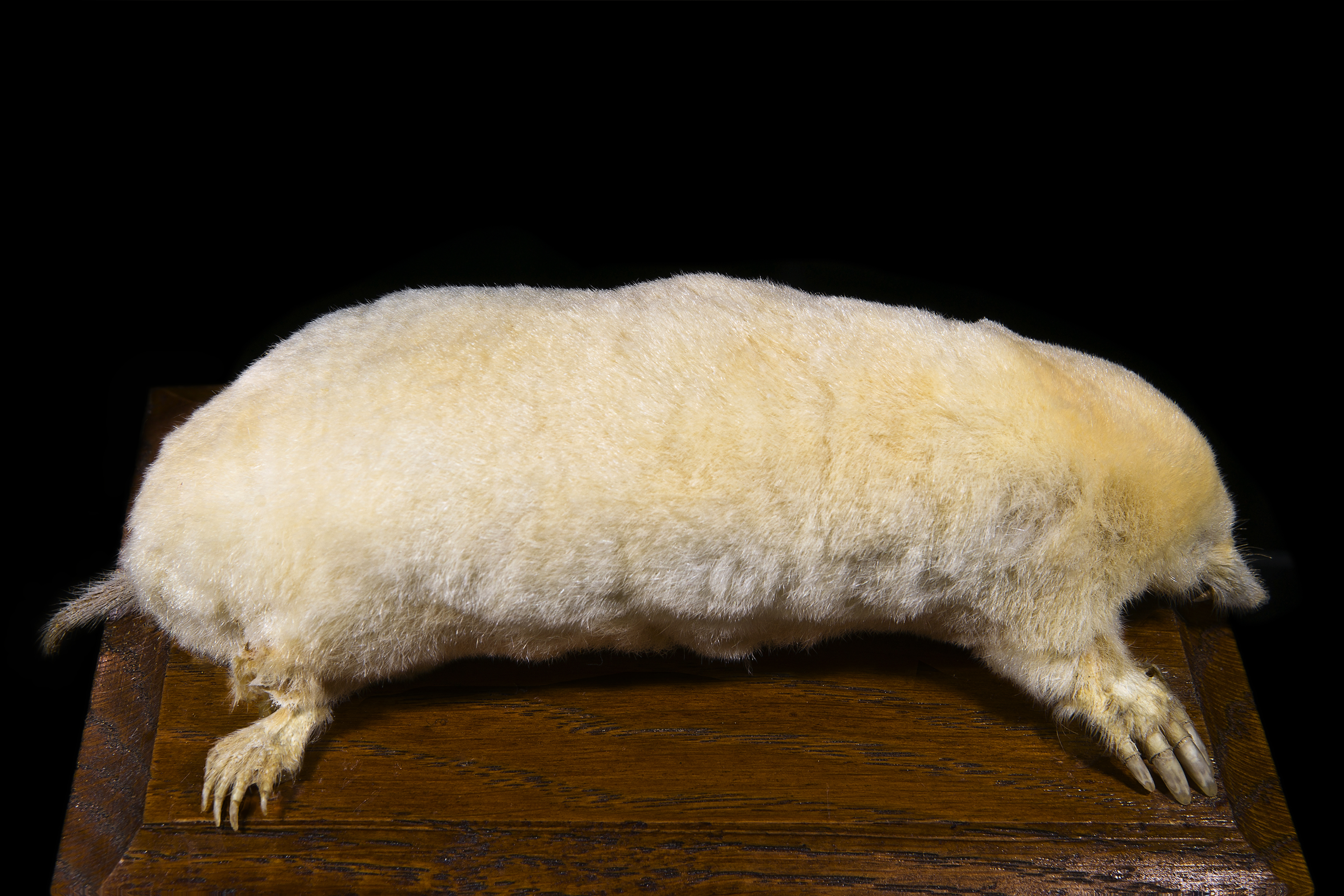
Talpa europaea
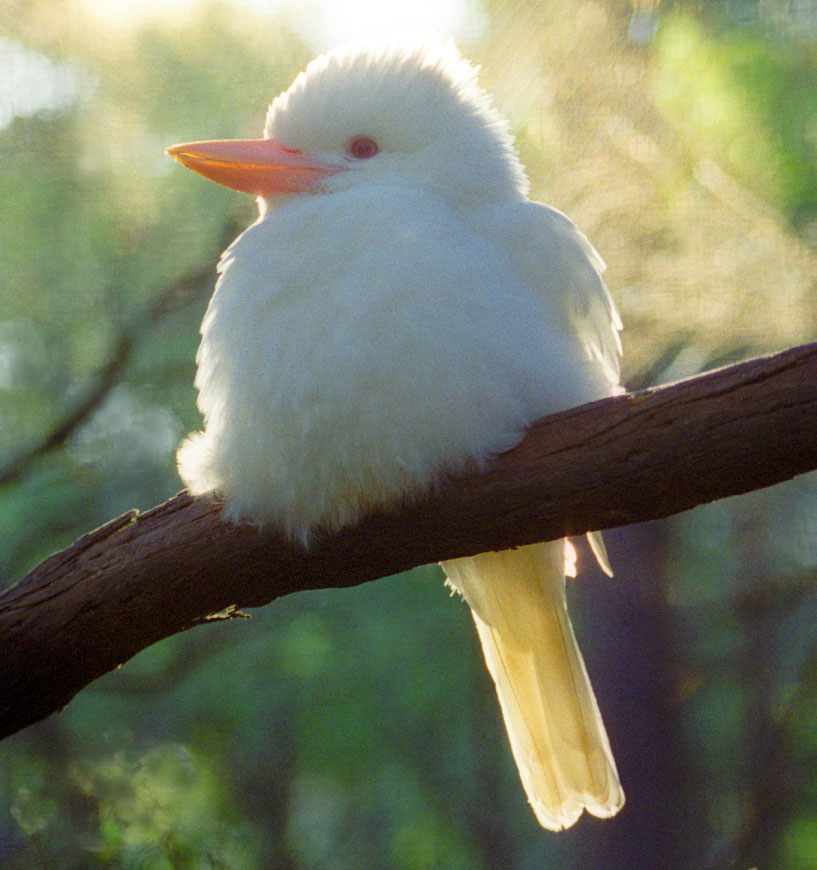
Dacelo
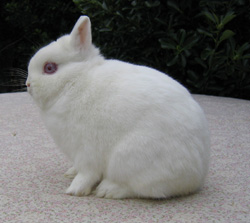
Leporidae
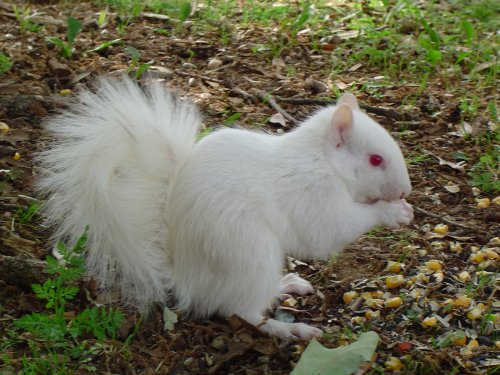
Sciurus
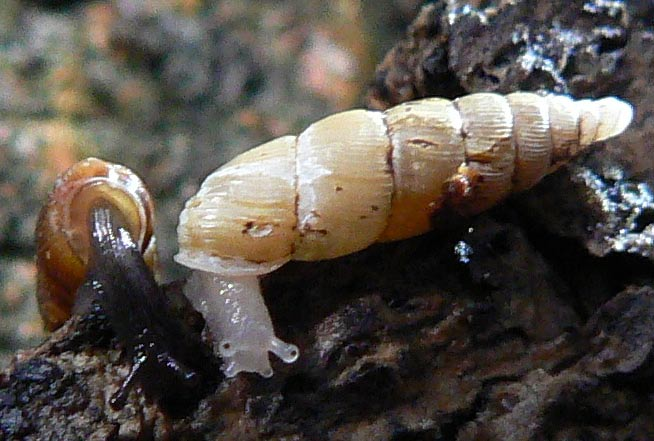
Pseudofusulus varians
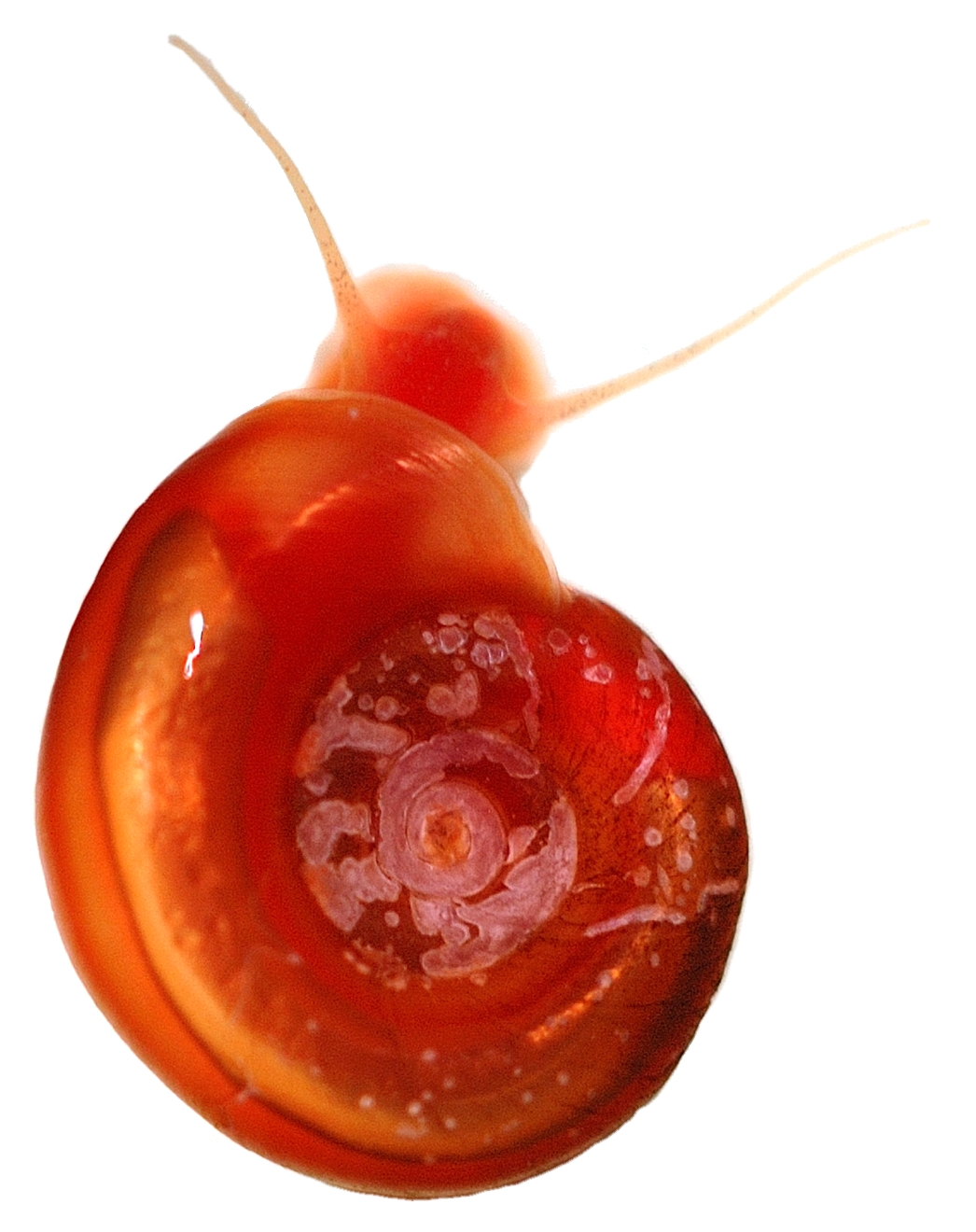
Biomphalaria glabrata
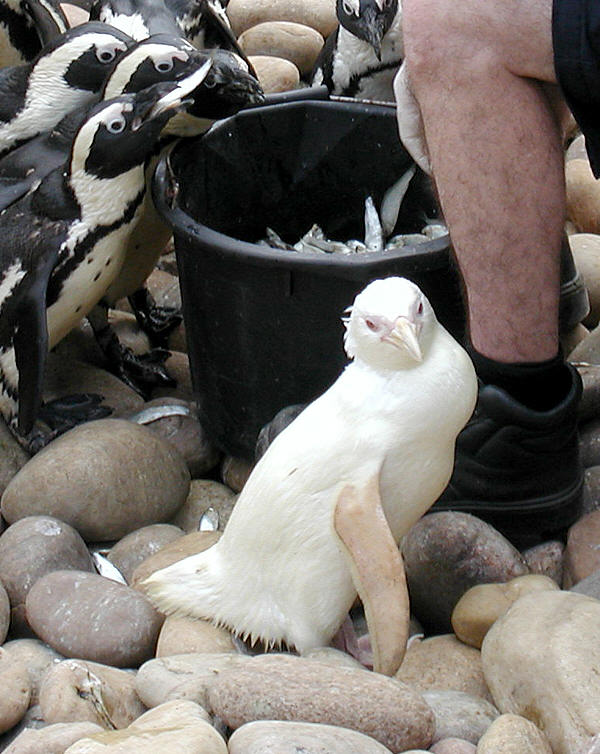
Пінгвін-альбінос з Африки
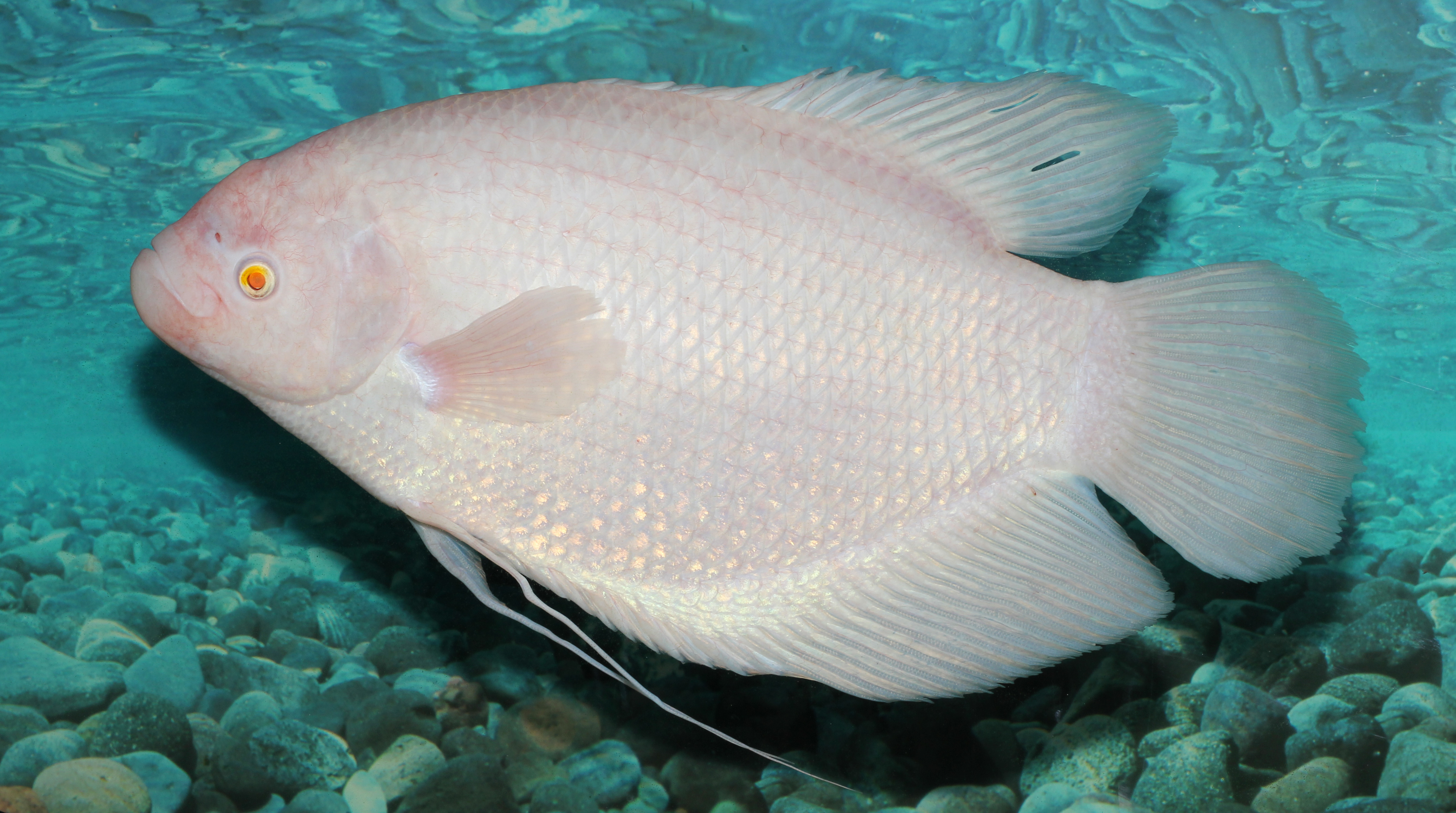
Osphronemus goramy риба-альбінос
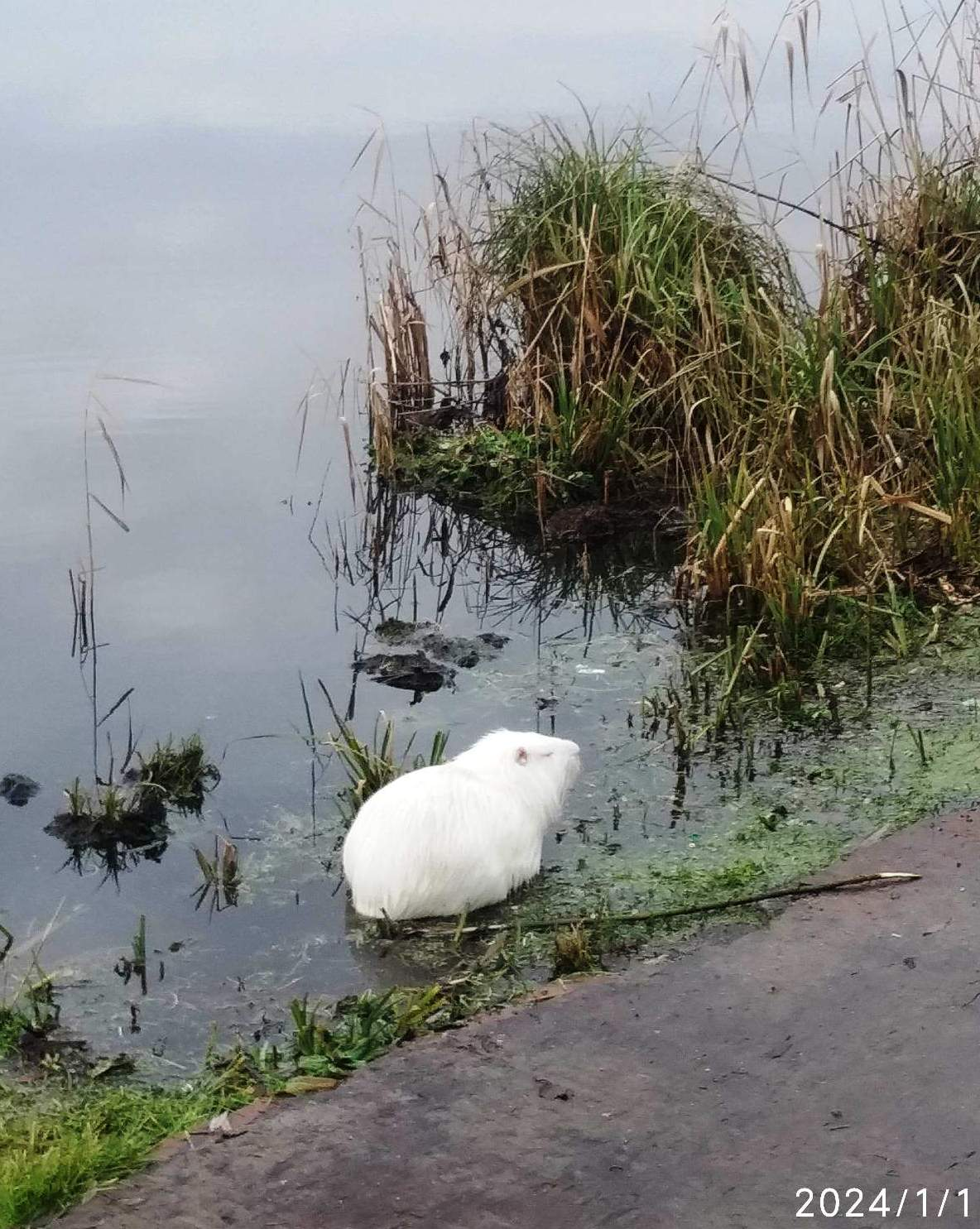
Нутрія альбінос.